# Plancher stalagmitique

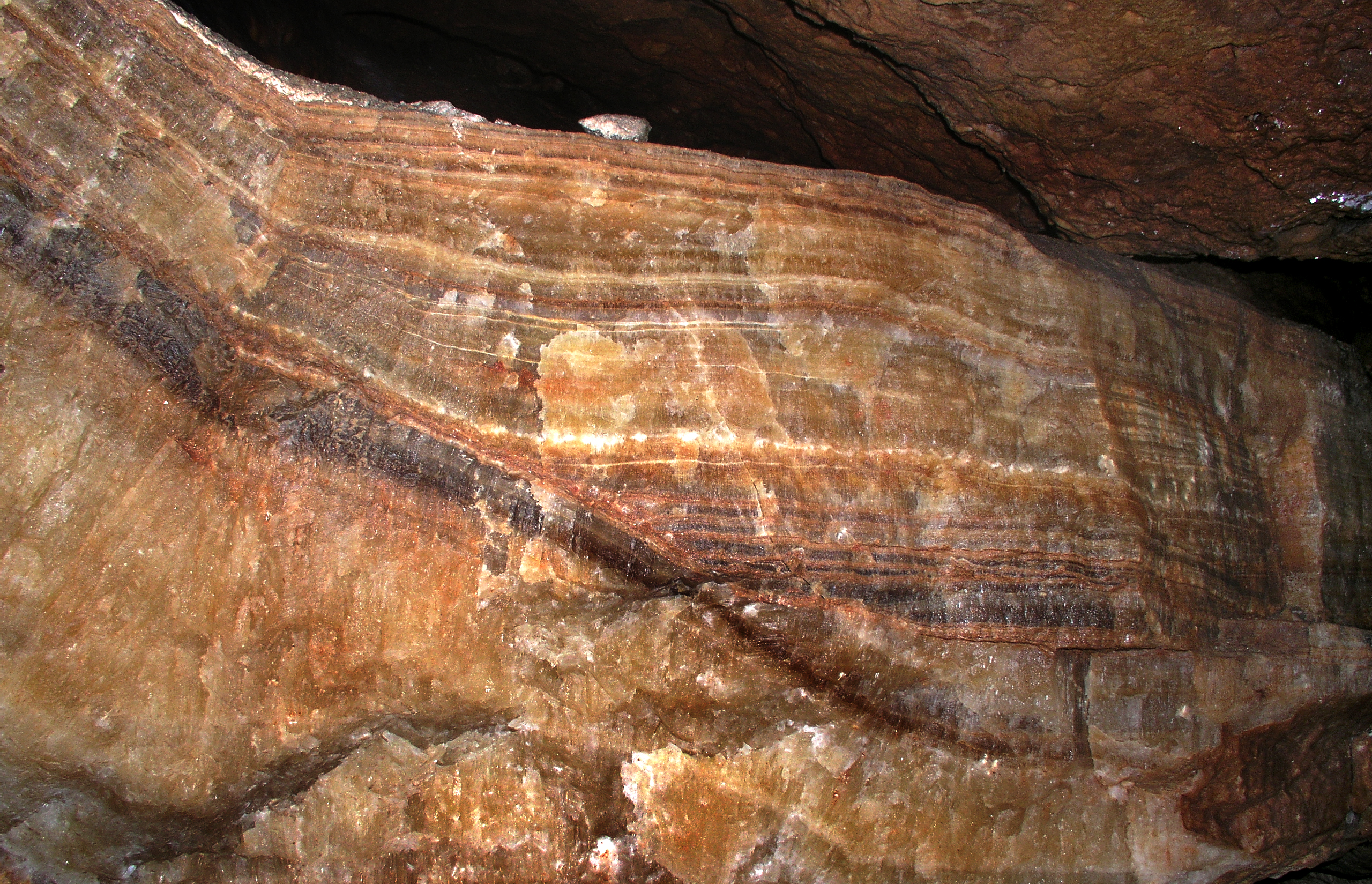
Vue du plancher stalagmitique laminé de la Cova de s'Onix (Porto Cristo, sur l'île espagnole de Majorque).

Un plancher stalagmitique est un spéléothème correspondant à une couche continue de calcite recouvrant le sol d'une grotte. Il s'agit d'une formation carbonatée de nature similaire aux stalactites et aux stalagmites, mais se présentant sous la forme d'une nappe qui se forme à la surface du sol. Alors que les stalactites et aux stalagmites sont formés par goutte à goutte, le plancher résulte d'un processus de ruissellement sur des parois très inclinées, ce qui le distingue des draperies qui se forment sur des parois rugueuses moins inclinées (idéalement à 45 degrés).
Un plancher stalagmitique est un type de coulée stalagmitique. Lorsque la coulée minérale se pétrifie sur le sol, elle forme le plancher stalagmitique. Ce processus de formation explique l'appellation abusive de plancher ou coulée stalagmitique, alors qu'il s'agit de plancher ou coulée stalactitique.
L'épaisseur des planchers stalagmitiques varie de quelques centimètres à plus d'un mètre. 
Plusieurs planchers peuvent être interstratifiés dans le remplissage d'une grotte. Ils sont utilisés pour dater les dépôts par la méthode de l'uranium-thorium et pour reconstituer les conditions climatiques correspondant au moment de leur formation.